# Roland Gustafsson
Roland Gustafsson (* 1952) je švédský luterský duchovní, misionář a misiolog.
Působil jako misijní pracovník v Keni. Do úřadu pastora byl ordinován v lednu 2010; od března 2010 do dubna 2019 zastával úřad biskupa Misijní provincie ve Švédsku.